# Гірка Ігор Олександрович
Ігор Олександрович Гірка (нар. 1962) — український фізик, фахівець з фізики плазми, колишній директор Навчально-наукового інституту «Фізико-технічний факультет» Харківського національного університету. Член-кореспондент НАН України (з 2018), лауреат премії НАН України ім. К. Д. Синельникова (2010). Займається фізикою плазми та керованого термоядерного синтезу, а також плазмовою електронікою. На фізико-технічному факультеті читає на першому курсі лекції з механіки та молекулярної фізики.

## Біографія

### Ранні роки
Ігор Гірка народився 29 квітня 1962 року в місті Харків. На 5 років молодший за свого брата Володимира, який теж став відомим фізиком. Їх батьки, Галина Олексіївна Гірка (Нечугуєнко) (1933−1986) та Олександр Олексійович Гірка (1932−1978) народилися в Губарівці Богодухівського району Харківської області. Вони мешкали в П'ятихатках, на межі Харкова, і працювали в розташованому там Харківському фізико-технічному інституті. Прадіди Ігора Гірки, за його спогадами, були козаками Охтирського слобідського козацького полку.
1969 року Ігор поступив до 1-А класу школи № 62 в П'ятихатках. Клас був спеціалізованим, з поглибленим вивченням англійської мови та викладанням кількох предметів англійською. Ігор був секретарем комсомольської організації школи, перемагав в обласних олімпіадах з математики та англійської мови. 1979 року закінчив школу з золотою медаллю.
1979 року Ігор Гірка став студентом фізико-технічного факультету Харківського університету. Навчався на відмінно, 1983—1985 року отримував Ленінську стипендію. На третьому курсі відбулася спеціалізація по кафедрах, і Гірка обрав кафедру теоретичної ядерної фізики. На четвертому курсі виконав курсову роботу «Сегрегація сплавів під опроміненням» під керівництвом Леоніда Миколайовича Давидова. На п'ятому курсі науковим керівником Ігора став Костянтин Миколайович Степанов, відомий спеціаліст з фізики плазми. Під його керівництвом 1985 року Гірка захистив дипломну роботу «Збудження швидких магнітозвукових хвиль в токамаках великих розмірів» й отримав диплом про закінчення університету з відзнакою за спеціальністю «Теоретична ядерна фізика».

### Початок наукової діяльності
Після закінчення університету Ігор Гірка зайняв посаду заступника секретаря комітету комсомолу університету. 1986 року Гірка одружився, а 1987 року в нього народився син Олексій. З 1986 року почав працювати за сумісництвом на фізико-технічному факультеті асистентом кафедри загальної та прикладної фізики, де на той час вже працював його брат Володимир Гірка. У 1986—1988 роках Ігор склав кандидатські іспити. В ці роки він продовжував працювати в галузі фізики плазми та керованого термоядерного синтезу під керівництвом Костянтина Степанова, й одночасно займався плазмовою електронікою під керівництвом Володимира Гірки. 1988 року вийшла перша наукова стаття Ігора в радянському журналі «Радіотехника й електроніка». 1989 року він перейшов з посади секретаря університетського комітету комсомолу на роботу асистентом кафедри загальної та прикладної фізики на повну ставку, а восени того ж року вступив до аспірантури. Навчаючись в аспірантурі, в 1989—1991 роках отримував Ленінську стипендію. У грудні 1991 року захистив кандидатську дисертацію «Розповсюдження та збудження низькочастотных електромагнітних хвиль у плазмових хвильоводах» під науковим керівництвом Костянтина Степанова. До дисертації увійшли результати, надруковані в чотирьох статтях з фізики плазми в співавторстві зі Степановим та в семи статтях з плазмової електроніки.
В січні 1992 року Гірка почав працювати науковим співробітником науково-дослідної частини фізико-технічного факультету під науковим керівництвом декана факультету Володимира Лапшина. Влітку 1992 року він став заступником декана з виховної роботи і продовжував обіймати цю посаду до 2002 року. 1993 року зайняв посаду доцента кафедри загальної та прикладної фізики, і відтоді читає першокурсникам фізико-технічного факультету лекції з загальної фізики: механіку в першому семестрі та молекулярну фізику в другому. 1993 року отримав Соросівський грант. Від 1994 по 1996 рік під керівництвом Степанова Гірка працював у проекті «Дослідження механізмів нагрівання плазми електромагнітними полями та явищ плазмохімії». За його власними словами, саме заробіток в цьому проекті дозволив йому не кинути науку, як це вимушені були зробити в ті роки багато інших науковців. У 1995 році Гірка отримав наукове звання «старший науковий співробітник» за спеціальністю «Фізика плазми».
Від кінця 1996 року до 1999 року був завідувачем кафедри загальної та прикладної фізики. В жовтні 1996 року відвідав Інститут Макса Планка з фізики плазми в місті Гархінг, що стало початком тривалої співпраці. У 1997—1999, 2002—2005 та 2006—2009 роках Гірка працював над спільними німецько-українськими проектами з фізики плазми, учасником яких був Інститут Макса Планка. У 2002 році Гірка отримав наукове звання доцента. У 2002—2005 роках він займав посаду проректора університету з виховної роботи.
2004 року Гірка захистив докторську дисертацію «Поширення, конверсія та поглинання об'ємних і поверхневих електромагнітних
хвиль у плазмі з неодновимірною неоднорідністю». Науковим консультантом був Володимир Лапшин, призначений за порадою Костянтина Степанова.

### На посаді декана
Наприкінці літа 2005 року Гірка пішов з посади проректора університету та був обраний деканом фізико-технічного факультету. На початку 2006 року він також був призначений директором Інституту високих технологій, до якого входили три факультети, фізико-технічний, фізико-енергетичний та факультет комп'ютерних наук.
2006 року Гірка знову став завідувачем кафедри загальної та прикладної фізики. Він обіймав цю посаду до 2012 року, коли кафедра була об'єднана з кафедрою фізики плазми. Відтоді він обіймає посаду завідувача об'єднаною кафедрою прикладної фізики та фізики плазми.
Від 2009 року Гірка відвідує конференції МАГАТЕ як експерт цієї організації.
У травні 2010 року Ігора Гірку разом з Миколою Азаренковим та Віктором Воєводіним було нагороджено Премією НАН України ім. К. Д. Синельникова за цикл робіт «Взаємодія випромінювання та потоків частинок з матеріалами в енергетичних установках».

## Публикації

### Підручники
- Збірник задач із загальної фізики: електрика і магнетизм / Т. І. Войценя, І. О. Гірка. — Харків: ХНУ ім. В. Н. Каразіна, 2009. — 118 с.
- Лекції з курсу фізики «Механіка та молекулярна фізика» для студентів природничих факультетів / В. О. Гірка, І. О. Гірка. — Харків: ХНУ ім. В. Н. Каразіна, 2010. — 296 с.
- Розсіяння релятивістських електронів ядрами / В. Д. Афанасьєв, І. О. Гірка. — Харків: ХНУ ім. В. Н. Каразіна, 2011. — 240 с.
- Проходження іонізуючих випромінювань крізь речовину / Є. С. Шматко, І. О. Гірка, В. М. Карташов. − Харків: ХНУ ім. В. Н. Каразіна, 2011. − 129 с.
- Surface Flute Waves in Plasmas. Theory and Applications / V. Girka, I. Girka, M. Thumm. — Springer, 2014. — 163 p.

### Монографії
- Теорія азимутальних поверхневих хвиль / В. О. Гірка, І. О. Гірка. — Харків: ХНУ ім. В. Н. Каразіна, 2011. — 234 с.
- Тонка структура локального альфвеніського резонансу в періодично неоднорідній плазмі термоядерних пасток / Гірка І. О. — Харків: ХНУ імені В. Н. Каразіна, 2012. — 182 с.

### Статті
- Electron surface cyclotron waves іn the metallic waveguide structures with two-component filling [Архівовано 3 серпня 2016 у Wayback Machine.] / V. O. Girka, I. O. Girka, A. M. Kondratenko, І. V. Pavlenko // Contributions to Plasma Physics. — 1996. — Vol. 36, Num. 6. — Р. 679—686.
- HF surface cyclotron waves іn planar waveguides with non-uniform plasma filling [Архівовано 13 серпня 2016 у Wayback Machine.] / V. O. Girka, I. O. Girka, І. V. Pavlenko // Journal of Plasma Physics. — 1997. — Vol. 58, part 1. — Р.31-39.
- Resonant influence of steady magnetic field ripples on the structure of the local Alfven resonance [Архівовано 3 серпня 2016 у Wayback Machine.] / I. O. Girka // Contributions to Plasma Physics. — 2001. — Vol. 41, Num. 1. — Р. 33-44.
- Electrodynamic model of the gas discharge sustained by azimuthal surface waves [Архівовано 3 серпня 2016 у Wayback Machine.] / V. O. Girka, I. O. Girka, І. V. Pavlenko // Contributions to Plasma Physics. — 2001. — Vol. 41, Num. 4. — P. 393—406.
- Helicity resonant influence on the local Alfven resonance structure in straight stellarators / I. O. Girka, V. I. Lapshin // Journal of Plasma Physics. — 2002. — Vol. 68, No. 4. — Р. 257—265.
- Fine structure of the local Alfven resonances in cold plasma placed in bumpy magnetic field [Архівовано 3 серпня 2016 у Wayback Machine.] / I. O. Girka // Contributions to Plasma Physics. — 2002. — Vol. 42, Р. 476—497.
- Asymmetric long-wavelength surface modes in magnetized plasma waveguides entirely filled with plasma [Архівовано 9 серпня 2016 у Wayback Machine.] / V. O. Girka, I. O. Girka // Plasma Physics Reports. — 2002. — Vol. 28, Num. 11. — Р. 916—924.
- Resonant influence of helicity on Alfven heating of plasma in stellarators / I. O. Girka, V. I. Lapshin, R. Schneider // Plasma Physics And Controlled Fusion. — 2003. — Vol. 45. — Р. 121—132.
- Enhanced ICRF (ion cyclotron range of frequencies) mode conversion efficiency in plasmas with two mode conversion layers / Ye. O. Kazakov, I. V. Pavlenko, В. Weyssow, D. Van Eester, I. O. Girka // Plasma Physics And Controlled Fusion. — 2010. — Vol. 52, Num. 11. — P. 115006(1)-115006(20).
- Theory of azimuthal surface waves propagating in nonuniform waveguides [Архівовано 13 серпня 2016 у Wayback Machine.] / V. O. Girka, I. O. Girka, A. V. Girka, I. V. Pavlenko // Journal of Plasma Physics. — 2011. — Vol. 77, part 4. — Р. 493—519.
- Coupled azimuthal modes propagating in current-carrying plasma waveguides [Архівовано 13 серпня 2016 у Wayback Machine.] / V. O. Girka, I. O. Girka, I. V. Pavlenko, O. I. Girka, A. V. Girka // Journal of Plasma Physics. — 2012. — Vol. 78, part 2. — 123.

## Нагороди та звання
- Ленінська стипендія (1983—1985, 1989—1991)
- Індивідуальний Соросівський грант (1993)
- Знак Міністерства освіти і науки України «Відмінник освіти України» (2005)
- Премія НАН України ім. К. Д. Синельникова (2010)
- Переможець обласного конкурсу «Вища школа Харківщини — кращі імена» в номінації «декан факультету» (2010)[1]
- Заслужений діяч науки і техніки України (2020)[4]